# Virginia Ruano Pascual
Virginia Ruano Pascual (Madrid, 21 settembre 1973) è un'ex tennista spagnola.

## Carriera
Specializzata nel doppio ha disputato in questa disciplina 78 finali conquistando 43 titoli, tra i quali spiccano ben dieci Slam. Tra i Major si contano un Australian Open, sei Roland Garros e tre US Open, le manca il sigillo solo a Wimbledon infatti nel torneo londinese ha raggiunto tre volte la finale senza tuttavia uscirne vincitrice.
Vanta inoltre due argenti alle Olimpiadi di Atene 2004 e Pechino 2008 e la conquista del WTA Tour Championships 2003.

## Palmarès
Tornei del Grande Slam
- 6 Roland Garros (doppio femminile)
- 3 US Open (doppio femminile)
- 1 Australian Open (doppio femminile)

Olimpiadi
- Atene 2004:  Argento
- Pechino 2008:  Argento

Fed Cup
- 1 Fed Cup (1995)

## Statistiche

### Risultati in progressione
| Sigla | Risultato               |
| ----- | ----------------------- |
| V     | Vincitore               |
| F     | Finalista               |
| SF    | Semifinalista           |
| O     | Oro olimpico            |
| A     | Argento olimpico        |
| SF    | Bronzo olimpico         |
| QF    | Quarti di Finale        |
| 4T    | Quarto turno            |
| 3T    | Terzo turno             |
| 2T    | Secondo turno           |
| 1T    | Primo turno             |
| RR    | Round Robin             |
| LQ    | Turno di qualificazione |
| A     | Assente                 |
| ND    | Non disputato           |

| Legenda superfici    |
| -------------------- |
| Cemento              |
| Terra battuta        |
| Erba                 |
| Superficie variabile |

#### Singolare nei tornei del Grande Slam
| Torneo          | 1992 | 1993 | 1994 | 1995 | 1996 | 1997 | 1998 | 1999 | 2000 | 2001 | 2002 | 2003 | 2004 | 2005 | 2006 | 2007 | 2008 | 2009 | 2010 |
| --------------- | ---- | ---- | ---- | ---- | ---- | ---- | ---- | ---- | ---- | ---- | ---- | ---- | ---- | ---- | ---- | ---- | ---- | ---- | ---- |
| Australian Open | A    | A    | 1T   | A    | 1T   | 2T   | 2T   | 2T   | 1T   | 3T   | 1T   | QF   | 2T   | 1T   | 4T   | 2T   | 3T   | 2T   | A    |
| Open di Francia | A    | A    | A    | QF   | 1T   | 3T   | 3T   | 1T   | A    | 2T   | 2T   | 1T   | 3T   | 2T   | 1T   | A    | 1T   | 2T   | A    |
| Wimbledon       | A    | A    | A    | 1T   | 1T   | 2T   | 4T   | 1T   | A    | 2T   | 2T   | 1T   | 3T   | 1T   | 2T   | 3T   | 2T   | A    | A    |
| US Open         | 1T   | 1T   | A    | 1T   | 1T   | 1T   | 3T   | 3T   | 2T   | 3T   | 1T   | 1T   | 2T   | 1T   | 2T   | 1T   | 2T   | A    | A    |

#### Doppio nei tornei del Grande Slam
| Torneo          | 1992 | 1993 | 1994 | 1995 | 1996 | 1997 | 1998 | 1999 | 2000 | 2001 | 2002 | 2003 | 2004 | 2005 | 2006 | 2007 | 2008 | 2009 | 2010 |
| --------------- | ---- | ---- | ---- | ---- | ---- | ---- | ---- | ---- | ---- | ---- | ---- | ---- | ---- | ---- | ---- | ---- | ---- | ---- | ---- |
| Australian Open | A    | A    | A    | A    | A    | QF   | 2T   | 2T   | 2T   | QF   | 3T   | F    | V    | 1T   | QF   | 1T   | SF   | 3T   | 3T   |
| Open di Francia | 1T   | 2T   | 2T   | A    | A    | 1T   | 2T   | 2T   | F    | V    | V    | F    | V    | V    | 2T   | QF   | V    | V    | 1T   |
| Wimbledon       | A    | A    | A    | A    | 1T   | 1T   | 2T   | 3T   | QF   | SF   | F    | F    | SF   | A    | F    | 3T   | 3T   | SF   | 2T   |
| US Open         | 2T   | A    | 1T   | A    | 1T   | 2T   | SF   | 2T   | 1T   | 3T   | V    | V    | V    | SF   | QF   | 3T   | SF   | 3T   | A    |

#### Doppio misto nei tornei del Grande Slam
| Torneo          | 1992 | 1993 | 1994 | 1995 | 1996 | 1997 | 1998 | 1999 | 2000 | 2001 | 2002 | 2003 | 2004 | 2005 | 2006 | 2007 | 2008 | 2009 | 2010 |
| --------------- | ---- | ---- | ---- | ---- | ---- | ---- | ---- | ---- | ---- | ---- | ---- | ---- | ---- | ---- | ---- | ---- | ---- | ---- | ---- |
| Australian Open | A    | A    | A    | A    | A    | A    | A    | A    | A    | 1T   | 1T   | 1T   | QF   | 2T   | 1T   | A    | A    | A    | 1T   |
| Open di Francia | A    | A    | A    | A    | A    | A    | A    | A    | 2T   | V    | 2T   | A    | 2T   | 1T   | 1T   | 1T   | A    | 1T   | A    |
| Wimbledon       | A    | A    | A    | A    | 1T   | A    | A    | A    | 2T   | 2T   | A    | A    | 2T   | A    | A    | A    | A    | SF   | A    |
| US Open         | A    | A    | A    | A    | A    | A    | A    | A    | 1T   | 2T   | A    | QF   | 2T   | 2T   | 2T   | 1T   | A    | 2T   | A    |

## Vittorie contro giocatrici Top 10
| Stagione | 2001 | 2002 | 2003 | 2004 | 2005 | 2006 | Totale |
| Vittorie | 1    | 0    | 0    | 0    | 0    | 1    | 2      |

| #    | Giocatrice     | Ranking | Evento                                       | Superficie | Turno | Punteggio | Rank. VRPR |
| ---- | -------------- | ------- | -------------------------------------------- | ---------- | ----- | --------- | ---------- |
| 2001 |                |         |                                              |            |       |           |            |
| 1.   | Martina Hingis | 1       | Torneo di Wimbledon, Londra                  | Erba       | 1T    | 6-4, 6-2  | 83         |
| 2006 |                |         |                                              |            |       |           |            |
| 2.   | Nadia Petrova  | 5       | LA Women's Tennis Championships, Los Angeles | Cemento    | 2T    | 6-3, 6-2  | 73         |